# Српска школа у Будимпешти
Српско забавиште, основна школа, гимназија и ђачки дом „Никола Тесла” (мађ. Szerb Tanítási Nyelvű Óvoda, Általános Iskola Diákotthon, és Gimnáz justium), једноставније позната као Српска школа у Будимпешти, је главна образовна установа Срба у Мађарској.

## Историјат
Срби у Мађарској су историјска мањина која на овом подручју живи више од три века. Они су потомци Велике сеобе Срба из 1690. године када је српски народ са територије данашњег Косова, под вођством патријарха Арсенија III Чарнојевића, бежећи од турске најезде, населио просторе на којима је и данас присутан.
Српска заједница, бројно мала и расута, насељена је у сеоским и урбаним срединама. Ћирилично писмо, православље, обичаји и јака повезаност са матичним народом сачували су Србе у Мађарској током протеклих векова од надируће асимилације. Свака српска црквена заједница је од 1948. године имала своју школу, а њиховим уједињењем у Помазу је формирана Окружна јужно-словенска основа школа и колегијум. Школе се 1954. године из Помаза преселила у Будимпешту и заједно са печујском Српско-хрватском гимназијом добила статус огледне школе. Српскохрватски језик и књижевност, историја и географија су се предавали на матерњем, а остали предмети на мађарском језику. Дана 1. марта 1946. године у Печују је основана Јужнословенска средњо-учитељска школа, која је из политичких разлога крајем 1947. и почетком наредне године пресељена у Будимпешту у улицу Абоњи. Године 1950. је наша васпитно-образовна институција пресељена на Трг ружа где се и данас налази. У међувремену, постојећа Учитељска школа проширена је гимназијом. Године 1954. из Помаза је Окружна јужнословенска основна школа са ђачким домом пресељена у Будимпешту и заједно са печујском Српско-хрватском гимназијом добила статус окружне школе. За гимназијалце је Српскохрватски ђачки дом био смештен у улици Мункачи број 15. који је радио до укидања 1995. године. Под називом Српскохрватска, односно, Хрватскосрпска основна школа, ђачки дом и гимназија функционисала је до 1993. године када је због новонасталих политичких промена у бившој СФР Југославији и разилажења српске и хрватске народности у Мађарској, дошло до раздвајања школе. Данас у Мађарској једина државно призната народносна установа на српском наставном језику са 13 разреда (8+нулти (припремни)+4), званично је почела с радом 1. септембра 1993. године под називом Српко забавиште, основна школа, гимназија и ђачки дом. Њој је две године касније прикључен и средњошколски ђачки дом под називом Српски ђачки дом који се налази у Улици руже бр. 5, где су смештена деца која похађају основну и средњу школу. Данашњи назив школа носи од 2009. године, по српском највећем научнику.